# 森聡彦
森 聡彦（もり としひこ、1961年8月4日 - ）は、日本の実業家。三菱UFJ不動産販売代表取締役社長。元不動産流通経営協会副理事長。

## 人物・経歴
福岡県出身。1984年大阪市立大学経済学部卒業、三菱信託銀行（のちの三菱UFJ信託銀行）入行。2011年執行役員法人企画推進部長。2014年常務取締役に昇格。2015年には常務取締役法人ビジネス副部門長・不動産事業長となり、田中俊和理事長の下、伊藤裕慶らとともに不動産流通経営協会副理事長に選任された。2017年取締役専務執行役員法人ビジネス部門長・法人事業長。2019年から三菱UFJ不動産販売代表取締役社長を務めた。